# Hieracium subasperellum
Hieracium subasperellum là một loài thực vật có hoa trong họ Cúc. Loài này được (Zahn) Üksip mô tả khoa học đầu tiên năm 1960.